# COVID-19-Pandemie in der Schweiz/Statistik
Diese Statistik enthält Tabellen und Graphen zur schweizweiten Entwicklung der COVID-19-Pandemie und ist ergänzender Teil des Artikels COVID-19-Pandemie in der Schweiz.

## Definitionen
Bestätigter Fall
- Person mit positivem Test auf SARS-CoV-2; unabhängig von der Symptomatik.

Todesfall
- Person, die irgendwann als bestätigter Fall galt und danach verstarb; unabhängig davon, ob SARS-CoV-2 bzw. COVID-19 die Todesursache war oder nicht. Der Kanton Waadt zählt auch verstorbene Bewohner von Alters- und Pflegeheimen mit blossen COVID-19-Symptomen, die aber nie getestet wurden.[1]

## Positive Testergebnisse
Per 13. Januar 2021 belief sich die Zahl der in der Schweiz und in Liechtenstein durchgeführten Tests auf SARS-CoV-2 auf insgesamt rund 3,93 Millionen. Über alle bisherigen RT-PCR- und Antigen-Tests gesehen, fiel das Resultat bei gut 13 % positiv aus; allerdings sind mehrere positive oder negative Tests bei derselben Person möglich. Zudem darf man die falsch-positiven Ergebnisse eines PCR-Tests nicht ausser Acht lassen, da diese v. a. dann steigen, wenn symptomlose Menschen getestet werden. Die Altersspanne der positiv getesteten Personen betrug 0 bis 108 Jahre. Erwachsene waren deutlich häufiger betroffen als Kinder. Die Inzidenz ist seit der Woche 24/2020 bei den 20–29-Jährigen am höchsten (im Median 43 Jahre). Bis zur Woche 23/2020 war sie bei den über 80-Jährigen am höchsten (im Median 52 Jahre). In der Rekrutenschule des Winters 2021 wurden 4 % der Armeeangehörigen ohne Symptome positiv getestet. Per 27. Januar 2021 änderte der Bund die Teststrategie: Kantone sowie Alters-, Pflegeheime, Spitäler, Hotels und Arbeitgeber wurden angehalten Massentests durchzuführen, auch sollten asymptomatische Personen getestet werden. Die Kosten der neuen Teststrategie übernahm der Bund, welchem nur die mit einem RT-PCR-Test verifizierten positiven Resultate gemeldet werden mussten; die negativen Resultate der Antigen-Schnelltests jedoch nicht. Zudem gab es keine Meldepflicht für Tests, die bei Personen ohne Symptome durchgeführt wurden. Laut BAG hatte diese Teststrategie zwar einen Einfluss auf die «Positivitätsrate», dieser «hielte sich aber jedoch in Grenzen». Ab Mitte April 2021 verzichtete der Bundesrat auf die «Positivitätsrate» als Kriterium für Lockerungen oder Verschärfungen der Pandemiemassnahmen, trotzdem werden die Zahlen der gemeldeten Tests weiterhin kommuniziert: So wurden bis zum 22. Dezember 2021 insgesamt 14,2 Millionen Tests (PCR- und Antigen-Tests) ans BAG gemeldet.

Bestätigte positive Tests auf SARS-CoV-2 in der Schweiz nach Daten der WHO. Oben kumuliert, unten Tageswerte.

Positive Testergebnisse in Relation zur Anzahl Tests in der Schweiz

## Hospitalisation
Von Kalenderwoche 6/2020 bis 50/2021 wurden insgesamt 38'398 Patienten (21'662 Männer, 16'732 Frauen, 4 unbekannt) im Zusammenhang mit einem positiven Test auf SARS-CoV-2 hospitalisiert bezw. im Spital positiv darauf getestet. Die Altersspanne betrug 0 bis 103 Jahre; im Median über 70 Jahre. Personen über 80 Jahren werden mit Abstand – absolut und relativ – am häufigsten hospitalisiert. Von 34'718 (entspricht 90 %) der hospitalisierten Personen sind vollständige Daten vorhanden: so litten 84 % an mindestens einer relevanten Vorerkrankung. Die drei häufigsten Vorerkrankungen waren Bluthochdruck (48 %), Herz-Kreislauferkrankungen (38 %) und Diabetes (24 %).

## Todesfälle
Gemäss den Zahlen des Bundesamts für Statistik starben in der Schweiz von 2020 bis 2022 19'365 Menschen an COVID-19, was 21 Toten auf 10'000 Einwohnern entspricht. 9294 dieser Corona-Toten entfallen auf das Jahr 2020, 5957 auf das Jahr 2021. In beiden Jahren zählte Covid-19 als dritthäufigste Todesursache. Zudem verstarben im Jahr 2021 19 Personen an unerwünschten Nebenwirkungen von Covid-19-Impfstoffen als Haupttodesursache.
Von Kalenderwoche 6/2020 bis 50/2021 belief sich die Anzahl der im Zusammenhang mit COVID-19 – d. h. Patienten, die zwar positiv auf SARS-CoV-2 getestet wurden, bei denen aber nicht abgeklärt wurde, was ursächlich den Tod herbeiführte – verzeichneten Todesfälle in der Schweiz und Liechtenstein auf insgesamt 11'707 Personen. Die Altersspanne betrug 0 bis 108 Jahre, im Median über 85 Jahre. Personen über 80 Jahren starben mit Abstand – absolut und relativ – am häufigsten; Männer häufiger als Frauen. Von 11'337 (97 %) der verstorbenen Personen liegen vollständige Daten vor: so litten 98 % an einer oder mehreren Vorerkrankungen. Dabei waren die drei am häufigsten genannten Vorerkrankungen Bluthochdruck (61 %), Herz-Kreislauferkrankungen (61 %) und chronische Nierenerkrankung (29 %).

Bestätigte Todesfälle in der Schweiz nach Daten der WHO. Oben kumuliert, unten Tageswerte.

| Alter       | Hospitalisierte | Todesfälle | % der Todesfälle |
| ----------- | --------------- | ---------- | ---------------- |
| 0–9 Jahre   | 489             | 2          | 0,02 %           |
| 10–19 Jahre | 235             | 1          | 0,01 %           |
| 20–29 Jahre | 783             | 4          | 0,03 %           |
| 30–39 Jahre | 1'592           | 18         | 0,15 %           |
| 40–49 Jahre | 2'882           | 57         | 0,49 %           |
| 50–59 Jahre | 5'364           | 265        | 2,27 %           |
| 60–69 Jahre | 6'744           | 826        | 7,06 %           |
| 70–79 Jahre | 8'845           | 2'349      | 20,08 %          |
| ≥ 80 Jahre  | 11'464          | 8'185      | 69,96 %          |

Stand: 22. Dezember 2021

## Übersterblichkeit

### Definition
Die Übersterblichkeit bezeichnet in der Demografie eine erhöhte Sterberate im Vergleich der gesamten Todesfallzahlen eines Jahres mit dem Durchschnitt der Vorjahre oder anders gewonnenen Erwartungswerten. Untersterblichkeit bezeichnet entsprechend eine im Vergleich verringerte Sterberate.

### Sterblichkeit 2020
Gemäss dem Bundesamt für Statistik starben 2020 (Bevölkerungszahl: 8'729'833) in der Schweiz 76'391 Menschen (Stand: 21. Februar 2023) gegenüber 67'780 Menschen im Jahre 2019 (Bevölkerungszahl: 8'606'033) und 67'088 im Jahre 2018 (Bevölkerungszahl: 8'544'527).
Per 5. August 2022 veröffentlichte das Bundesamt für Statistik die provisorische Todesursachenstatistik Januar bis Dezember 2020. Auf Platz 1 lagen Herz-Kreislauf-Erkrankungen, auf Platz 2 Krebs.

An COVID-19 als Haupttodesursache starben:
- 0 Personen im Januar 2020
- 0 Personen im Februar 2020
- 557 Personen (95,2 % mit mind. einer Begleiterkrankung) im März 2020
- 1'333 Personen (97,2 % mit mind. einer Begleiterkrankung) im April 2020
- 145 Personen (94,5 % mit mind. einer Begleiterkrankung) im Mai 2020
- 22 Personen (90,9 % mit mind. einer Begleiterkrankung) im Juni 2020
- 22 Personen (100 % mit mind. einer Begleiterkrankung) im Juli 2020
- 34 Personen (88,2 % mit mind. einer Begleiterkrankung) im August 2020
- 77 Personen (96,1 % mit mind. einer Begleiterkrankung) im September 2020
- 571 Personen (95,6 % mit mind. einer Begleiterkrankung) im Oktober 2020
- 3'162 Personen (96,3 % mit mind. einer Begleiterkrankung) im November 2020
- 3'382 Personen (95,7 % mit mind. einer Begleiterkrankung) im Dezember 2020

### Sterblichkeit 2021
Gemäss dem Bundesamt für Statistik starben 2021 in der Schweiz 70'021 Menschen (Stand: 21. Februar 2023) gegenüber 76'391 Menschen im Jahre 2020 (Bevölkerungszahl: 8'729'833) und 67'780 Menschen im Jahre 2019 (Bevölkerungszahl: 8'606'033).
An COVID-19 als Haupttodesursache starben 2021 insgesamt 5'887 Menschen (Platz 1: Herz-Kreislauf-Erkrankungen, Platz 2: Krebserkrankungen, Platz 3: Demenz, Platz 4: COVID-19, Platz 5: Unfälle).
- 1'949 Personen (95,4 % mit mind. einer Begleiterkrankung) im Januar 2021
- 616 Personen (96,6 % mit mind. einer Begleiterkrankung) im Februar 2021
- 385 Personen (97,4 % mit mind. einer Begleiterkrankung) im März 2021
- 341 Personen (98,5 % mit mind. einer Begleiterkrankung) im April 2021
- 221 Personen (99,5 % mit mind. einer Begleiterkrankung) im Mai 2021
- 80 Personen (100 % mit mind. einer Begleiterkrankung) im Juni 2021
- 30 Personen (96,7 % mit mind. einer Begleiterkrankung) im Juli 2021
- 144 Personen (96,5 % mit mind. einer Begleiterkrankung) im August 2021
- 292 Personen (94,2 % mit mind. einer Begleiterkrankung) im September 2021
- 244 Personen (97,1 % mit mind. einer Begleiterkrankung) im Oktober 2021
- 506 Personen (95,5 % mit mind. einer Begleiterkrankung) im November 2021
- 1'079 Personen (94,3 % mit mind. einer Begleiterkrankung) im Dezember 2021

### Sterblichkeit 2022
Gemäss dem Bundesamt für Statistik starben 2022 in der Schweiz 73'080 Menschen (Stand: 21. Februar 2023) gegenüber 70'021 Menschen im Jahr 2021 und 76'391 Menschen im Jahre 2020 (Bevölkerungszahl: 8'729'833).

## Kantone
| Kanton                 | Einwohner (2021) | Fälle     | Tote   |
| ---------------------- | ---------------- | --------- | ------ |
| Zürich                 | 1'564'662        | 786'752   | 1878   |
| Bern                   | 1'047'473        | 507'859   | 1598   |
| Waadt                  | 822'968          | 426'866   | 1225   |
| Aargau                 | 703'086          | 327'779   | 994    |
| Tessin                 | 352'181          | 191'289   | 981    |
| Genf                   | 509'448          | 283'464   | 959    |
| St. Gallen             | 519'245          | 244'207   | 881    |
| Wallis                 | 353'209          | 175'847   | 857    |
| Thurgau                | 285'964          | 138'728   | 687    |
| Freiburg               | 329'809          | 165'830   | 575    |
| Luzern                 | 420'326          | 207'382   | 469    |
| Neuenburg              | 176'166          | 92'847    | 429    |
| Solothurn              | 280'245          | 140'094   | 385    |
| Basel-Landschaft       | 292'817          | 155'090   | 323    |
| Basel-Stadt            | 196'036          | 108'904   | 323    |
| Schwyz                 | 163'689          | 77'419    | 305    |
| Graubünden             | 201'376          | 105'618   | 256    |
| Zug                    | 129'787          | 60'537    | 148    |
| Schaffhausen           | 83'995           | 40'568    | 129    |
| Jura                   | 73'798           | 37'053    | 103    |
| Glarus                 | 41'190           | 18'648    | 97     |
| Appenzell Ausserrhoden | 55'585           | 25'982    | 84     |
| Uri                    | 37'047           | 17'114    | 70     |
| Obwalden               | 38'435           | 18'963    | 62     |
| Nidwalden              | 43'894           | 21'533    | 41     |
| Appenzell Innerrhoden  | 16'360           | 7275      | 26     |
| Total                  | 8'738'791        | 4'383'648 | 13'885 |